# Zaglav (otok)
za druge pomene glej Zaglav (razločitev)
Zaglav je manjši otok v Jadranskem morju, blizu otoka Cres. Pripada Hrvaški. Na otoku je velik samostojni svetilnik iz obdobja Avstro-Ogrske, zgrajen leta 1876.
Otok ima površino 3014 m², obalo dolgo 223 metrov in najvišjo višino 7 metrov.
V državnem programu za zaščito in uporabo majhnih, občasno naseljenih in nenaseljenih otokov ter okoliškega morja Ministrstva za regionalni razvoj in sklade Evropske unije je Zaglav omenjen kot pečina.